# Schlacht um Mindanao
Luzon

Mindoro – Lingayen  – Bataan – Manila – Corregidor
Visayas

Leyte – TE/WA – Panay – Simara – Negros – Cebu City
Mindanao

Bukidnon – Maguindanao/Cotabato – Davao
Operationen zur See

Convoy Hi-71 – Shin'yō Maru Vorfall – Formosa  – Golf von Leyte – Bucht von Ormoc – Convoy Hi-81 – Südchinesisches Meer – Taipeh  – Schlacht am 24. Juli 1945
Die Schlacht um Mindanao war eine militärische Operation, die 1945 während des Pazifikkriegs zwischen der amerikanischen Armee und den Kaiserlich Japanischen Streitkräften ausgetragen wurde. Schauplatz war die Philippineninsel Mindanao, die 1942 von den Japanern während der Schlacht um die Philippinen erobert worden war. Am 12. Dezember 1944 landeten die ersten amerikanischen Truppen im unverteidigten Westen Mindanaos. Die Kämpfe um Mindanao begannen am 10. März 1945 und endeten im August, als die japanischen Besatzer der Insel endgültig kapitulierten. Am 2. September wurde die bedingungslose Kapitulation aller japanischen Truppen auf den Philippinen unterzeichnet.

## Hintergrund
Die USA hatten die Philippinen 1898 als Ergebnis des Spanisch-Amerikanischen Krieges von Spanien gekauft und diese in der Folge, entgegen den Erwartungen der philippinischen Unabhängigkeitsbewegung und einer breiten Öffentlichkeit, in eine De-facto-Kolonie umgewandelt. Eine Unabhängigkeitsbewegung auf den Philippinen wurde im Philippinisch-Amerikanischen Krieg zerschlagen und die amerikanische Vorherrschaft bis zum Ausbruch des Pazifikkriegs nicht mehr herausgefordert. Nach dem Angriff auf Pearl Harbor landeten am 8. Dezember 1941 japanische Truppen unter General Homma Masaharu auf den Philippinen und eroberten sie gegen den Widerstand von etwa 180.000 amerikanischen und philippinischen Soldaten unter General Douglas MacArthur. Bereits am 20. Dezember 1941 war Davao eingenommen und ein regionales Hauptquartier der Besatzungsarmee auf Mindanao eingerichtet worden.

### Strategische Bedeutung der Philippinen
Für die Japaner war es entscheidend, die Philippinen unter ihrer Kontrolle zu behalten, da die amerikanischen Truppen von dort aus die japanischen Verbände im südlichen Pazifik von den restlichen Streitkräften in China, Burma und Indochina abschneiden konnten. Die Philippinen hätten von den Amerikanern, im Falle einer späteren Rückeroberung von Borneo oder Singapur, als vorgeschobene Operationsbasis genutzt werden und als Basis für Luftangriffe dienen können. Außerdem war der Archipel für die japanische Kriegsindustrie eine wichtige Quelle für Versorgungsgüter, speziell für Gummi und Leinen. Strategisch besaßen die Philippinen für Japan eine Schlüsselposition auf den Seerouten von Borneo und Sumatra, auf denen das kriegswichtige Erdöl nach Japan transportiert wurde.

### Beginn der Rückeroberung der Philippinen
Im Juli 1944, nach der Vernichtung verschiedener japanischer Flotten, unter anderem bei den Marianen-Inseln, hielt der US-Stab, nachdem er unter heftigen Druck durch Präsident Franklin D. Roosevelt, MacArthur selbst und die amerikanische Presse gesetzt worden war, die Zeit für gekommen, eine amphibische Landung auf den Philippineninseln durchzuführen. Im September wurde MacArthur schließlich die Erlaubnis erteilt, eine Landstreitmacht zu führen, die im Oktober 1944 auf der Insel Leyte landen sollte. Gleichzeitig sollte die US Navy versuchen, die japanische Flotte zu vernichten und als kriegsbestimmenden Faktor auszuschalten.
Die Invasion von Leyte war die umfangreichste amphibische Operation, die von amerikanischen und alliierten Kräften im Pazifikkrieg bis dahin durchgeführt wurde. General MacArthur bestimmte man zum Oberkommandierenden der See-, Luft- und Landstreitkräfte für die Operation. Die alliierte Marine- und Luftunterstützung bestand hauptsächlich aus der 7. US-Flotte unter Vizeadmiral Thomas C. Kinkaid. Diese Flotte sollte die Landungstruppen befördern, an den Stränden absetzen und unterstützen. Die Royal Australian Navy steuerte als zweitgrößter Flottenanteil fünf Kriegsschiffe, drei Landungs- und fünf Versorgungsboote zur siebten Flotte bei. Leyte wurde im Dezember 1944 endgültig erobert.

## Der Kampf um Mindanao
Nach der Eroberung Leytes wandte sich General MacArthur mit der 6. Armee nordwärts Richtung Luzon, während am 12. Dezember 1944 die 8. US-Armee unter Generalleutnant Eichelberger auf Mindanao, der zweitgrößten Insel der Philippinen und südlich von Leyte gelegen, landete. Dort waren die 30. und 100. Division der Japanischen 35. Armee zur Verteidigung der Insel eingesetzt. Nachdem die amerikanischen Truppen im unverteidigten Westen Mindanaos gelandet waren, stießen sie zügig ins Inselinnere vor und trennten die beiden japanischen Divisionen voneinander.
Am 10. März erhielt Eichelberger den Befehl, den Rest Mindanaos zu befreien. Generalleutnant Morozumi Gyōsaku, der Kommandeur der 30. Division, befand sich mit seinen Truppen im Nordosten der Insel bei Surigao. Am 19. April 1945 fiel Morozumis Vorgesetzter, Generalleutnant Sōsaku Suzuki, auf Cebu, so dass Morozumi offiziell zum Befehlshaber der 35. Armee ernannt wurde. Diese Ernennung ignorierte Morozumi jedoch, da er in seiner Situation keine Verbindung zu anderen Truppenteilen aufnehmen konnte. Mitte Mai 1945 war die 30. Division als Großverband zerschlagen und kleine Gruppen von Soldaten zogen sich in das zerklüftete Landesinnere zurück, wo sie bis August 1945 Widerstand leisteten und sich nach der Kapitulation Japans ergaben.
Im Süden Mindanaos war die 100. Division positioniert, die unter dem Ansturm von zwei amerikanischen Divisionen (24th und 31st Infantry Division) kollabierte. Sie musste in der Schlacht um Davao City innerhalb weniger Tage 4500 Mann an Verlusten hinnehmen. Die amerikanischen Verbänden drängten nach und konnten bis Mai 1945 die 30. Division als Großverband ausschalten. Kleine Gruppen von Überlebenden zogen sich in das Landesinnere der Insel zurück und ergaben sich nach der Kapitulation Japans im August 1945.

## Bewertung
Die geringen Verluste der Amerikaner beim Kampf um Mindanao waren nicht nur dem Geschick der amerikanischen Planer zu verdanken, sondern auch der zunehmenden Unterstützung der Amerikaner durch philippinische Guerillas, die für die Einheiten der Eighth Army militärisch gesehen einen wertvollen „Multiplikator“ darstellten. Vor der Landung bedrängten die Guerillas japanische Einheiten und lieferten Informationen über feindliche Stellungen und die Eignung von Landungsstränden. Sie kämpften an der Seite der Amerikaner und verfolgten die Japaner im Inneren der Insel.